# Мануель Веласкес
Мануель Веласкес (ісп. Manuel Velázquez, 24 січня 1943, Мадрид — 15 січня 2016, Мадрид) — іспанський футболіст, що грав на позиції півзахисника насамперед за мадридський «Реал», а також за національну збірну Іспанії.
У складі «Реала» — шестиразовий чемпіон Іспанії і володар Кубка європейських чемпіонів. 

## Клубна кар'єра
У дорослому футболі дебютував 1962 року виступами за команду «Райо Вальєкано», в якій провів один сезон, після чого два роки провів у «Малазі».
1965 року молодого гравця до свої лав запросив мадридський «Реал», в якому той вже зі свого другого сезону став стабільним основним гравцем у лінії півзахисту. Присвятив королівському клубу дванадцять сезонів своєї ігрової кар'єри, за цей час шість разів ставши чемпіоном Іспанії, а у розіграші 1965/66 допомігши «вершковим» здобути Кубок європейських чемпіонів.
Завершував ігрову кар'єру виступами 1978 року у Канаді за місцевий «Торонто Метрос-Кроейша».

## Виступи за збірну
1967 року дебютував в офіційних матчах у складі національної збірної Іспанії. У подальшому залучався до її лав нерегулярно — загалом протягом дев'яти років провів у її формі 10 матчів, забивши 2 голи.
Помер 15 січня 2016 року на 73-му році життя в рідному Мадриді.

## Титули і досягнення
- Чемпіон Іспанії (6):

«Реал Мадрид»: 1966-1967, 1967-1968, 1968-1969, 1969-1970, 1970-1971, 1971-1972
- Володар Кубка Іспанії (3):

«Реал Мадрид»: 1969-1970, 1973-1974, 1974-1975
- Володар Кубка чемпіонів УЄФА (1):

«Реал Мадрид»: 1965-1966